# علي بابا (مجلة)
مجلة علي بابا هي مجلة مصرية أسبوعية تصدر كل يوم جمعة عن شركة الشمرلي. صدر العدد الأول منها في 26 سبتمبر، 1951م تحت شعار: «مجلة فكاهية ثقافية مصورة» صاحبها أحمد حسين الشمرلي بإدارة دار شركة الشمرلي. عنوانها: شارع المنجلة، عمارة البحار، مصر. ويترأس تحريرها محمد عبد القادر المازني، سكرتير التحرير أبو بثينة، ويرسمها مصطفى كمال.
ليس هناك إشارة على المجلة إلى أنها موجهة للأطفال، وهي توجه إلى أعمار عديدة من القصص الكرتونية والمواد التي تحتويها. كما تكتب بعض القصص الكرتونية باللغة العامية.
يصل عدد صفحات الكرتون إلى 16 صفحة جميعها بالأبيض والأسود من ذات قطع 21×27 سم.
تضم المجلة قصصاً قصيرة، وتحوي العديد من الصفحات الفكاهية. ليس هناك شعار محدد للمجلة على الغلاف وتضم المجلة حيزاً ضيقاً من الإعلانات.

## الأبواب
- مغامرات أبو سنة
- أخبار المدارس
- ركن التسلية
- الأراجوز: وهو ملحق بالمجلة
- هؤلاء أصدقاؤنا
- مسابقة العدد

## الكتاب
- أبو بثينة
- فريد عباس: يكتب قصصاً جرائمية
- ياقوت محمود حسين
- رسمي مصطفى
- طلطميس: محرر صفحات الأراجوز